# August Emanuel Reuss
August Emanuel Reuss (8. července 1811 Bílina – 26. listopadu 1873 Vídeň) byl česko-rakouský geolog, mineralog a paleontolog.

## Životopis
August Emanuel Reuss se narodil 8. července 1811 v severočeské Bílině. Jeho otec, František Ambrož Reuss, byl významný lékař a mineralog. August Emanuel studoval přírodní vědy a lékařství na pražské Karlo-Ferdinandově universitě, přičemž doktorát z lékařství a filozofie získal v roce 1834. Po studiu pracoval jako lékař na panství Lobkoviců a věnoval se rovněž geologii a paleontologii. V roce 1849 byl jmenován profesorem mineralogie na univerzitě v Praze a pracoval také pro Vlastenecké muzeum. V letech 1859 až 1860 zastával funkci rektora Univerzity Karlovy. Od roku 1863 působil jako profesor univerzity ve Vídni a byl rovněž členem Rakouské akademie věd. V roce 1871 byl povýšen do šlechtického stavu. Zemřel ve Vídni 26. listopadu 1873.

## Dílo
- Geognostische Skizzen aus Böhmen (1844)
- Die Versteinerungen der Böhmischen Kreideformation (1845-1846). Dostupné online
- Ueber fossile Krebse aus den Raibler Schichten in Kaernthen. In: Beiträge zur Paläontologie, I, 1 – 6, 1 Tafel, 1858
- Entwurf einer systematischen Zusammenstellung der Foraminiferen, 1861
- Foraminiferen des norddeutschen Hils und Gault, 1862